# Iodate de potassium
L'iodate de potassium  est un composé inorganique de formule chimique KIO3.  

## Propriétés chimiques
L'iodate de potassium est un oxydant et peut donc déclencher des feux au contact de matériaux combustibles ou de réducteurs.  
Il est recommandé de le conserver à l'abri de la chaleur, d'éviter de lui faire subir des chocs, des frictions, et de le tenir éloigné de matériaux combustibles, de réducteurs, de l'aluminium, de composés organiques, du carbone, du peroxyde d'hydrogène et des sulfures.

## Préparation
L'iodate de potassium peut être préparé en faisant réagir des composés contenant du potassium, comme de l'hydroxyde de potassium, avec de l'acide iodique :
HIO3 + KOH → KIO3 + H2O
Il peut aussi être préparé en ajoutant du diiode à une solution concentrée à chaud d'hydroxyde de potassium : 
3 I2 + 6 KOH → KIO3 + 5 KI + 3 H2O

## Applications
L'iodate de potassium est utilisé dans certains pays à la place de l'iodure de potassium pour ioder le sel de table car il est plus stable en conditions humides, dans les emballages poreux et dans le sel de pureté faible ; mais contrairement à ce dernier, c'est un irritant intestinal. 1,7 g d'iodate de potassium équivaut à 1,3 g d'iodure de potassium et à 1 g d'iode. Il fait aussi parfois partie des ingrédients de lait maternisé. 
Comme le bromate de potassium, l'iodate de potassium  est parfois utilisé comme additif alimentaire, comme adjuvant dans la farine afin de rendre la pâte plus ferme et d'augmenter sa levée à la cuisson.

### Protection de la thyroïde

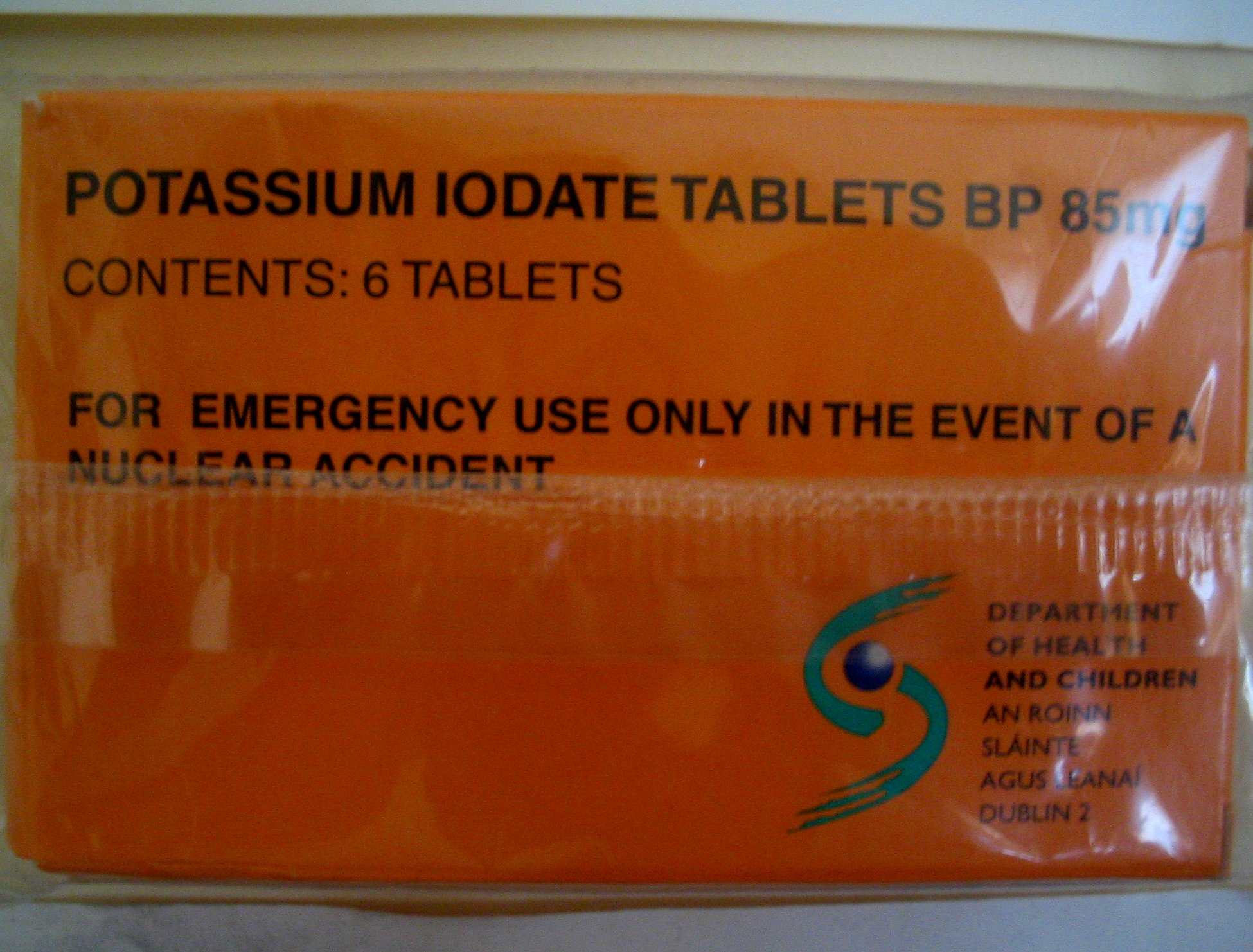
Boite non ouverte de comprimés d'iodate de potassium, distribués à la population irlandaise en cas d'attaque terroriste sur la centrale nucléaire de Sellafield au Royaume-Uni.

L'iodate de potassium  peut aussi être utilisé contre l'accumulation d'iode radioactif dans la thyroïde en la saturant d'iode non-radioactif avant exposition, bien qu'on lui préfère en général l'iodure de potassium (KI).
L'Organisation mondiale de la santé l'a approuvé comme alternative à l'iodure de potassium, qui a une courte durée d'utilisation sous des climats chauds et humides. Certains pays, comme le Royaume-Uni,l'Irlande, Singapour ou les Émirats arabes unis stockent des comprimés d'iodate de potassium à cet usage.
La Food and Drug Administration américaine (FDA) n'approuve pas quant à elle son usage comme « bloqueur » de la thyroïde et a mené des actions contre des sites web américains promouvant cet usage,.